# Ludwik Skrzyński
Ludwik Skrzyński (1816 – 1. února 1881) byl rakouský politik polské národnosti z Haliče, v 2. polovině 19. století poslanec Říšské rady.

## Biografie
Působil jako statkář ve Lvově a viceprezident Haličské zemědělské společnosti.
V 60. letech byl zvolen na Haličský zemský sněm za kurii velkostatkářskou, obvod Sanok. Zemský sněm ho 2. března 1867 zvolil i do Říšské rady. Rezignaci na mandát v Říšské radě oznámil dopisem již 22. září 1867 ze zdravotních důvodů. Do vídeňského parlamentu se vrátil v roce 1875, nyní již v přímých volbách za velkostatkářskou kurii v Haliči. Slib složil 1. února 1875 a mandát obhájil i ve volbách v roce 1879. Poslancem byl až do své smrti roku 1881.